# Trigonisca nataliae
Trigonisca nataliae (лат.) — вид безжальных пчёл из трибы Meliponini семейства Apidae. Гоностили рабочих с несколькими сетами в дополнение к мелким волоскам. Не используют жало при защите. Жало у них сохранилось, но в сильно редуцированном виде. Вид был впервые описан в 1950 году бразильским энтомологом профессором Й. Сантьяго Моуром (Jesus Santiago Moure) под первоначальным именем Hypotrigona (Trigonisca) nataliae. Название Trigonisca nataliae дано в честь Натальи Петровны Сиверцевой-Добжанской (Natalie P. Sivertzev-Dobzhansky; 1901—22.02.1969), ученицы и сотрудницы академика И. И. Шмальгаузена и супруги генетика Феодосия Григорьевича Добржанского.

## Распространение
Неотропика: Бразилия (Maranhão, Mato Grosso, Pará, Rondônia).